# Thomas Hitzlsperger
Thomas Hitzlsperger (* 5. April 1982 in München) ist ein deutscher ehemaliger Fußballspieler und heutiger Fußballfunktionär. Der größte Erfolg seiner Karriere war der Gewinn der Deutschen Meisterschaft mit dem VfB Stuttgart in der Bundesliga-Saison 2006/07. Außerdem erreichte Hitzlsperger mit der deutschen Nationalmannschaft bei der Weltmeisterschaft 2006 den dritten Platz und wurde 2008 Vizeeuropameister.

## Spielerkarriere

### Verein
Thomas Hitzlsperger begann seine Karriere beim VfB Forstinning. 1989 wechselte er in die Jugendabteilung des FC Bayern München, bevor er 2000 zum englischen Premier-League-Verein Aston Villa wechselte.
Nachdem er dort im Nachwuchsteam gespielt hatte, debütierte er am 13. Januar 2001 bei der 0:3-Heimniederlage gegen den FC Liverpool in der Liga. Bis zum Saisonende blieb es sein einziger Einsatz für Villa. Zu Beginn der Spielzeit 2001/02 wurde Hitzlsperger an den FC Chesterfield verliehen. Doch bereits nach zwei Monaten beorderte ihn der neue Trainer Graham Taylor wieder nach Birmingham, da bei Aston Villa einige Spieler verletzt ausgefallen waren. Fortan spielte er sich in die Stammmannschaft und wurde Leistungsträger sowie Publikumsliebling. Insgesamt absolvierte der Linksfüßer 99 Spiele, schoss acht Tore und verdiente sich aufgrund seiner Schusskraft den Spitznamen „Hitz The Hammer“.

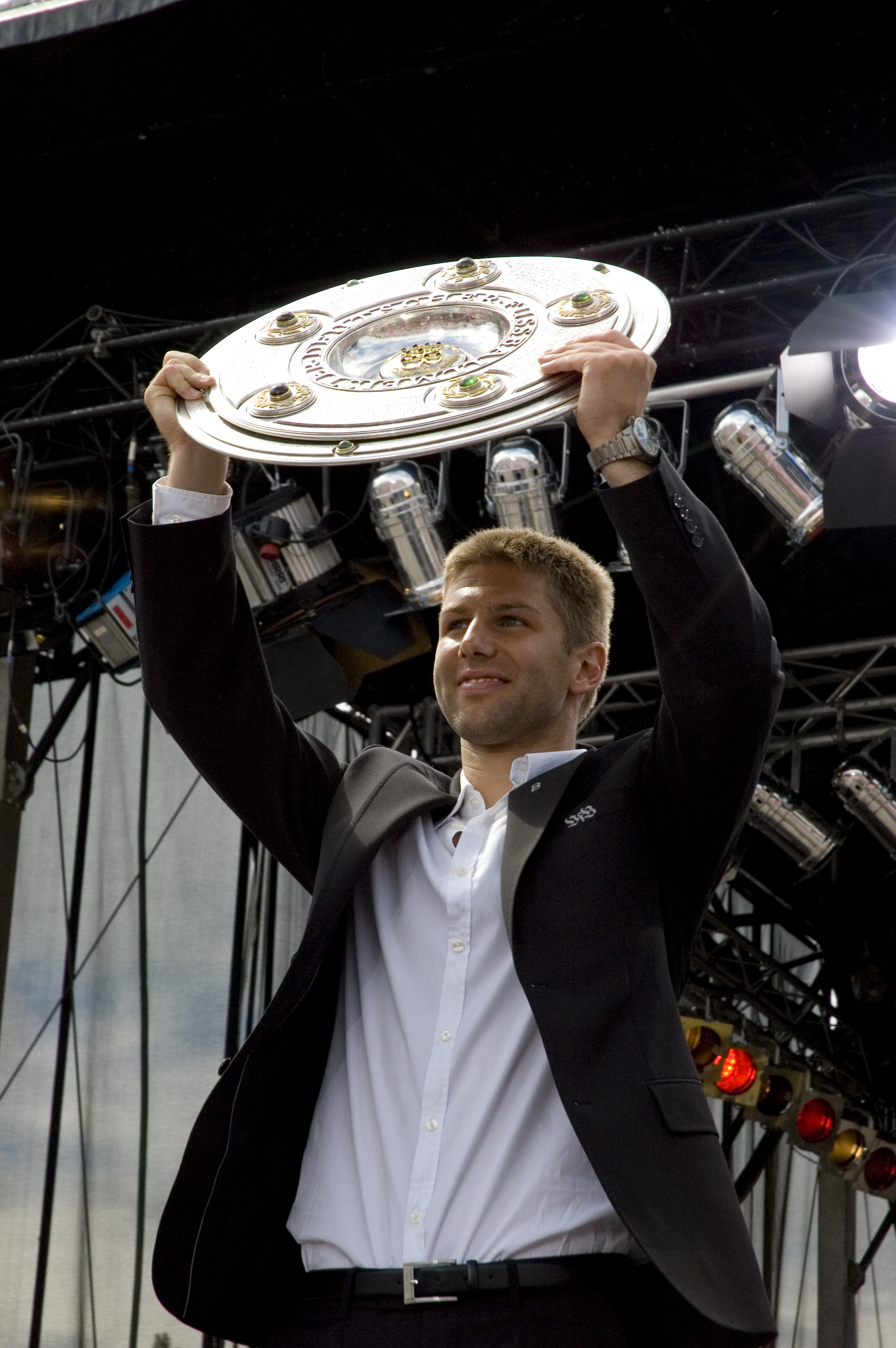
Thomas Hitzlsperger bei der Meisterfeier des VfB Stuttgart 2007

Vor der Saison 2005/06 wechselte Hitzlsperger ablösefrei zum VfB Stuttgart und unterschrieb einen Zweijahresvertrag. Am ersten Spieltag, dem 6. August 2005, gab Hitzlsperger sein Bundesligadebüt gegen den MSV Duisburg. Am 16. April 2006 erzielte er in der Partie bei Hannover 96 sein erstes Bundesligator. Im August 2007 wurde sein Vertrag bis Ende Juni 2010 verlängert. Er erzielte an den letzten zwei Spieltagen der Saison 2006/07 in den Spielen beim VfL Bochum und gegen Energie Cottbus jeweils das wichtige 1:1 auf dem Weg zur Deutschen Meisterschaft, die er mit seiner Mannschaft am 19. Mai 2007 erringen konnte. Sein an diesem Tag gegen Cottbus erzielter Ausgleichstreffer, bei dem er eine Ecke seines Mitspielers Pável Pardo volley aus einer Distanz von rund 20 Metern verwandelte, gilt als eines der spektakulärsten und wichtigsten Tore auf dem Weg zum fünften Deutschen Meistertitel der Stuttgarter. Insgesamt erzielte er in dieser Meistersaison in 30 Ligaspielen sieben Treffer und belegte damit als Mittelfeldspieler zusammen mit Roberto Hilbert hinter den Stürmern Mario Gómez und Cacau den dritten Platz in der vereinsinternen Torschützenliste der Meistermannschaft des VfB.
Nach der Absetzung von Fernando Meira als Mannschaftskapitän wurde Hitzlsperger vor der Saison 2008/09 zum neuen Kapitän des VfB ernannt. Sein 100. Bundesligaspiel bestritt er am 14. Februar 2009 gegen Hannover 96. Am 1. Dezember 2009 enthob VfB-Teamchef Markus Babbel Hitzlsperger seines Kapitänsamts. Grund dafür war eine anhaltende Talfahrt zur Hinrunde der Saison 2009/10.
Am 31. Januar 2010 wechselte Hitzlsperger zum italienischen Erstligisten Lazio Rom. Dort gab er am 7. Februar 2010 bei der 0:1-Heimniederlage gegen Catania Calcio sein Debüt. Insgesamt bestritt er sechs Spiele für Lazio in der Serie A. Am 38. Spieltag erzielte Hitzlsperger beim 3:1-Sieg gegen Udinese Calcio mit der 1:0-Führung sein erstes und einziges Ligator in Italien.
Zur Saison 2010/11 wechselte Hitzlsperger zum englischen Premier-League-Club West Ham United. Aufgrund einer schweren Oberschenkelverletzung verpasste er jedoch den Saisonstart und fiel mehrere Wochen aus. Bei seinem ersten Pflichtspieleinsatz, dem FA-Cup-Achtelfinale gegen den Zweitligisten FC Burnley, erzielte er mit dem zwischenzeitlichen 1:0 seinen ersten Treffer für West Ham; in der Liga gelang dies am 5. März 2011 (29. Spieltag) beim 3:0-Heimsieg über Stoke City. Am Ende der Saison stieg West Ham ab, wonach sich Hitzlsperger mit dem Verein über eine Vertragsauflösung einigte.
Nachdem er in den Wochen nach dem Saisonende zunächst keinen neuen Verein gefunden hatte, verpflichtete im August 2011 der VfL Wolfsburg Hitzlsperger. Am 19. August 2011 gab er sein Debüt für den VfL beim 1:4 gegen Borussia Mönchengladbach in der Startelf. Nach Saisonende 2012 wurde der noch bis 2014 laufende Vertrag mit Hitzlsperger auf Wunsch des Spielers in beiderseitigem Einvernehmen aufgelöst.
Nachdem er zuvor seit März 2012 durch Verletzungen im Sprunggelenk und einen Außenmeniskusanriss beeinträchtigt gewesen war, absolvierte er Ende September 2012 ein Probetraining beim englischen Erstligisten FC Everton. Anfang Oktober 2012 debütierte er in der U-21 Premier League für den FC Everton und stand über 90 Minuten auf dem Platz, ohne einen Vertrag unterzeichnet zu haben. Am 19. Oktober 2012 wurde Hitzlsperger von Everton schließlich bis Januar 2013 verpflichtet. Am 10. November 2012, dem 11. Spieltag der Premier-League-Saison 2012/13, kam Hitzlsperger auch erstmals für den FC Everton in der Premier League zum Einsatz, als er im Heimspiel gegen FC Sunderland (2:1) in der 86. Minute für Nikica Jelavić eingewechselt wurde. Im Januar 2013 wurde sein Vertrag bis zum Saisonende 2012/13 verlängert.
Am 3. September 2013 beendete Hitzlsperger seine aktive Karriere. Die Entscheidung sei „Folge eines Prozesses mit vielen Vereinswechseln und einigen Verletzungen“.

### Nationalmannschaft

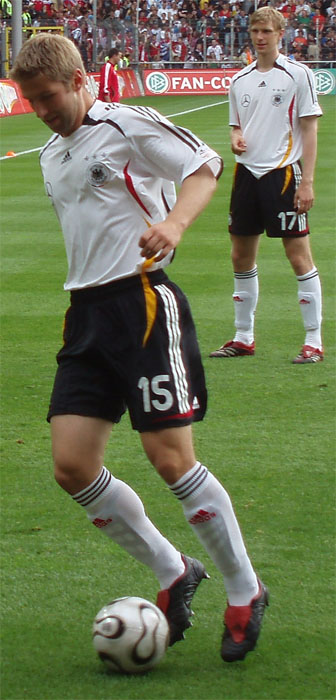
Thomas Hitzlsperger 2006 im Trikot des DFB

Hitzlsperger spielte am 9. Oktober 2004 in Teheran gegen den Iran zum ersten Mal für die A-Nationalmannschaft. Nach eher mäßigen Leistungen in der abgelaufenen Saison galt seine Nominierung für den deutschen Kader bei der Weltmeisterschaft 2006 in Deutschland, bei der er nur im Spiel um den dritten Platz zum Einsatz kam, als Überraschung. Im EM-Qualifikationsspiel gegen San Marino am 6. September 2006 erzielte Hitzlsperger seine ersten beiden Länderspieltore. Seitdem galt er unter Joachim Löw als feste Größe im Dress des DFB.
Am 28. März 2007 im Freundschaftsspiel gegen Dänemark trug Hitzlsperger erstmals die Kapitänsbinde der deutschen Fußballnationalmannschaft.
Für die Fußball-Europameisterschaft 2008 wurde er von Nationaltrainer Löw ins Aufgebot der deutschen Mannschaft berufen, in der er in fünf von sechs Spielen zum Einsatz kam: zweimal in der Vorrunde, im Viertelfinale gegen Portugal, im Halbfinale gegen die Türkei, in dem er den Siegtreffer von Philipp Lahm in der 90. Minute vorbereitete, und im Endspiel gegen Spanien.
Obwohl er bei der erfolgreichen WM-Qualifikation der deutschen Mannschaft 2008/09 in neun von zehn Spielen eingesetzt worden war, wurde Hitzlsperger für den erweiterten Kader der WM 2010 nicht mehr berücksichtigt.
Am 11. August 2010 bestritt er als Kapitän ebenfalls gegen Dänemark, als nach der Weltmeisterschaft die meisten Stammspieler geschont wurden, sein insgesamt 52. und zugleich letztes Spiel für die deutsche Nationalmannschaft.

## Weitere Karriere

### TV-Experte
Bei der Fußball-Weltmeisterschaft 2014 in Brasilien war Hitzlsperger als Experte im ZDF-Morgenmagazin zu sehen.
Seit August 2015 ist er Experte beim Bayerischen Rundfunk und agiert bei Live-Spielen als Co-Kommentator beim BR.
Während des Confed Cups 2017 kommentierte Hitzlsperger als TV-Experte für die ARD. Hitzlsperger sprang dabei beim Halbfinalspiel Portugal gegen Chile am 28. Juni 2017 kurzfristig für den etatmäßigen ARD-Experten Mehmet Scholl ein, der aus Ärger über die Themenauswahl der ARD abgereist war. Auch bei der Halbfinalbegegnung Deutschland gegen Mexiko am nächsten Tag ersetzte Hitzlsperger Scholl. Das Engagement Hitzlspergers als TV-Experte mit der ARD wurde auch während der Fußball-WM 2018 in Russland fortgesetzt.
Seit November 2023 ist Hitzlsperger als Experte und Co-Kommentator bei den Premier-League-Übertragungen von Sky Sport tätig.

### Funktionär
Am 5. Juni 2016 unterzeichnete Hitzlsperger beim VfB Stuttgart einen Vertrag als Beauftragter des Vorstands in der Schnittstelle zwischen dem Lizenzspielerbereich und der Vereinsführung. Nach der Ausgliederung der Fußballabteilung des VfB wurde er im Juli 2017 zudem in das neue Vereinspräsidium aufgenommen. Nachdem er in diesem Gremium zunächst kommissarisch tätig gewesen war, wurde Hitzlsperger bei der Mitgliederversammlung am 3. Dezember 2017 mit 94,2 Prozent der Stimmen für vier Jahre als Mitglied des Präsidiums gewählt. Zudem war Hitzlsperger ab Februar 2018 der Direktor des Nachwuchsleistungszentrums.
Am 12. Februar 2019 wurde Hitzlsperger Sportvorstand der VfB Stuttgart 1893 AG, die die Profiabteilung des VfB Stuttgart betreibt. Die ARD und Hitzlsperger beendeten ihre Zusammenarbeit aufgrund seiner neuen Aufgabe beim VfB Stuttgart. Hitzlsperger ersetzte in der Schlussphase der Saison 2018/19 den Cheftrainer Markus Weinzierl durch den Interimstrainer Nico Willig und stellte Sven Mislintat als Sportdirektor ein. Willig konnte den Abstieg in der Relegation gegen Union Berlin jedoch nicht verhindern. Zur Saison 2019/20 verpflichtete Hitzlsperger Tim Walter als neuen Cheftrainer. Zum 15. Oktober 2019 wurde Hitzlsperger vom Aufsichtsrat zum Vorstandsvorsitzenden ernannt. Neben dem Ressort Sport ist er für die Bereiche Unternehmensstrategie und Kommunikation zuständig.
Hitzlsperger kündigte am 30. Dezember 2020 an, dass er für die im März 2021 stattfindende Mitgliederversammlung des VfB Stuttgart 1893 e. V. als Präsident kandidieren werde. Dies begründete er vor allem mit internen Diskrepanzen zwischen dem amtierenden Präsidenten Claus Vogt und zahlreichen Gremienmitgliedern und Vereinsmitarbeitern. Bei erfolgreicher Wahl kündigte Hitzlsperger an, in einer Doppelfunktion sowohl als Vorstandsvorsitzender der AG wie auch als Präsident des e. V. zu fungieren. Hitzlsperger entschuldigte sich später für den Ton seiner Vorwürfe und zog seine Kandidatur in der Folge zurück.
Am 15. September 2021 gab der VfB Stuttgart ohne Nennung von Gründen bekannt, dass Hitzlsperger seinen Vertrag nicht verlängern, aber bis zum Ende der Laufzeit im Herbst 2022 auf Wunsch des Aufsichtsrats im Amt bleiben würde. Nachdem Alexander Wehrle als sein Nachfolger verpflichtet wurde, übergab er die Position zum 21. März 2022; die Vertragsauflösung erfolgte zum 31. März 2022.
Seit 2023 hält Hitzlsperger über sein Unternehmen Sport Strategy Excellence 22 GmbH & Co. KG Anteile am dänischen Fußballclub Aalborg BK. Seit Januar 2025 ist er Mitglied des Aufsichtsrats von Hellas Verona.

## Persönliches und soziales Engagement
Hitzlsperger wurde 1982 als jüngstes von sieben Kindern des Landwirts Ludwig Hitzlsperger in München geboren und wuchs im Forstinninger Ortsteil Wagmühle auf. Er hat fünf Brüder und eine Schwester. 1998 beendete er seine Schullaufbahn mit der mittleren Reife und erlernte anschließend bis 2003 den Beruf des Bürokaufmanns.
Schon während seiner fußballerischen Aktivität betätigte sich Hitzlsperger an verschiedenen sozialen Projekten mit antirassistischem Schwerpunkt. So schreibt er regelmäßig Artikel für den Störungsmelder, eine Initiative von Zeit Online gegen Rechtsradikalismus in Deutschland. Von 2009 bis 2013 war er Gesprächspartner für die Kolumne Alles außer Fußball der Wochenzeitung Die Zeit.
Des Weiteren unterstützt er den Verein Gesicht Zeigen! Für ein weltoffenes Deutschland e. V. der sich bundesweit gegen Fremdenfeindlichkeit, Rassismus, Antisemitismus und rechtsextreme Gewalt einsetzt. Außerdem engagiert er sich für das Projekt UBUNTU Africa, das sich um HIV-positive Kinder in Südafrika kümmert.
2009, ein Jahr vor der Fußball-WM in Südafrika, drehte er mit dem als Schauspieler bekannten Produzenten Walter Sittler und dessen Ehefrau, der Regisseurin Sigrid Klausmann, im Township in Khayelitsha den Dokumentarfilm Thomas Hitzlsperger und die Township-Kinder.
In einem Interview mit der Zeitung Die Zeit sagte Hitzlsperger im Januar 2014: „Ich äußere mich zu meiner Homosexualität. Ich möchte gern eine öffentliche Diskussion voranbringen – die Diskussion über Homosexualität unter Profisportlern.“ Er war damit der erste prominente deutsche Profifußballspieler, der öffentlich erklärte, homosexuell zu sein. Hitzlspergers Schritt wurde von Sportlern, Sportfunktionären und Politikern gelobt und fand in der nationalen und internationalen Presse große Beachtung.
Für die 156. Ausgabe der Zeitschrift 11 Freunde, die von aktiven und ehemaligen Fußballspielern geschrieben wurde, war Thomas Hitzlsperger als Chefredakteur verantwortlich. Er ist Botschafter der Bundesstiftung Magnus Hirschfeld.
Thomas Hitzlsperger ist Mitglied in der Deutschen Akademie für Fußball-Kultur.

## Erfolge

### Verein
- Deutscher B-Juniorenmeister 1997
- Deutscher Meister 2007
- Finalist im DFB-Pokal 2007

### Nationalmannschaft
- Confed-Cup-Dritter 2005
- Weltmeisterschafts-Dritter: 2006
- Europameisterschafts-Zweiter: 2008

## Auszeichnungen
- Fußballer des Monats: April 2007, November 2007
- Julius-Hirsch-Ehrenpreis: 2011[52]
- DJK-Ethikpreis: 2015[53]
- Bundesverdienstkreuz am Bande: 1. Oktober 2020[54]